# Bonne frontière
La "Bonne frontière" (en hébreu : הגדר הטובה HaGader HaTova) était une expression israélienne qui désignait la frontière montagneuse de 130 kilomètres au nord d'Israël avec le Liban pendant la période qui a suivi le conflit du Sud-Liban de 1978 (pendant la guerre civile libanaise). À l'époque, le Sud-Liban était contrôlé par les milices chrétiennes maronites et l'armée du Sud-Liban, sous le nom d'État du Liban libre (1978-1984) et plus tard par l'administration de la ceinture de sécurité du Sud-Liban.

## Contexte
Depuis la création de l'État d'Israël en 1948 jusqu'en 1970, la frontière entre Israël et le Liban a été calme au point que les agriculteurs de la ville israélienne de Metoula cultivaient leurs terres dans la vallée de l'Ayoun, à l'intérieur du Liban. En 1970, après leur expulsion de Jordanie pendant Septembre noir, l'Organisation de libération de la Palestine (OLP) a commencé à prendre le contrôle du Sud-Liban et à violer la tranquillité qui avait prévalu dans la région.

## Histoire
Le début de la "Bonne frontière" coïncide avec le début de la guerre civile au Liban en 1976 et le soutien israélien aux milices à prédominance maronite du sud du Liban dans leur combat contre l'OLP. À partir de 1977, Israël a permis aux Maronites et à leurs alliés de trouver un emploi en Israël et a fourni une aide à l'exportation de leurs marchandises par la ville portuaire israélienne de Haïfa. Le principal point de passage des marchandises et des travailleurs était la porte de Fatima, près de Metoula. Cela a apporté une stabilité économique essentielle à l'administration de l'État du Liban libre et, plus tard, à l'administration de la ceinture de sécurité du Sud-Liban.
Israël déclare qu'avant 2000, environ un tiers des patients ophtalmologiques de l'hôpital de Galilée occidentale étaient des Libanais qui traversaient la frontière par la "Bonne frontière" et recevaient un traitement gratuit.
La "Bonne frontière" a cessé d'exister avec le retrait d'Israël du Sud-Liban en 2000 et la désintégration de l'administration de la ceinture de sécurité du Sud-Liban et de la milice de l'ALS.

### Source
- (en) Cet article est partiellement ou en totalité issu de l’article de Wikipédia en anglais intitulé « Good Fence » (voir la liste des auteurs).

### Liens connexes
- Conflit israélo-libanais